# عزلة بني مرغم (إب)

تعديل مصدري - تعديل

عزلة بني مرغم هي إحدى عزل مديرية القفر في محافظة إب اليمنية ويبلغ تعداد سكانها 2855 نسمة حسب التعداد السكاني في اليمن لعام 2004.

## روابط خارجية
- الجهاز المركزي للإحصاء بالجمهورية اليمنية
- المركز الوطني للمعلومات باليمن
- الدليل الشامل